# Allotisis unifasciata
Allotisis unifasciata là một loài bọ cánh cứng trong họ Cerambycidae.